# Rice Strait
Die Rice Strait (deutsch Rice-Straße) ist eine Meerenge im Norden der kanadischen Provinz Nunavut. Sie trennt die Westküste von Ellesmere Island von der vorgelagerten Pim Island. Die Rice Strait ist Teil des Smith Sounds.
Benannt wurde die Meerenge nach George W. Rice (1855–1884), der als Fotograf bei Adolphus Greelys Polarexpedition von 1881 bis 1884 mit von der Partie war.  1898/99 überwinterte hier die Zweite Norwegische Polarexpedition mit der Fram unter der Leitung von Otto Sverdrup.